# Bow Wow (репер)
Шед Грегорі Мосс (англ. Shad Gregory Moss; нар. 9 березня 1987, Колумбус, Огайо, США), відоміший під своїм сценічним псевдонімом Bow Wow (раніше Lil' Bow Wow), — американський репер і актор. Його кар'єра почалася після того, як наприкінці 1990-х років його помітив репер Снуп Догг, а потім його привели до продюсера Джермейна Дюпрі та підписали на лейбл So So Def Recordings. Він випустив свій перший альбом у 13 років, Beware of Dog, у 2000 році.

## Раннє життя
Боу Вау народився в Рейнольдсбурзі, штат Огайо. Його виховували зведена сестра Еріче, мати та зведений батько. У віці шести років він почав свою реперську кар'єру під псевдонімом Kid Gangsta; він також був фанатом N.W.A в той час.

## Музична кар'єра
Під час турне в Колумбусі, штат Огайо, його помітив Снуп Догг, який дав йому прізвисько Lil' Bow Wow. Потім він з'явився на альбомі Doggystyle у треку «Gz and Hustlas». 1998 року він познайомився з Джермейном Дюпрі, який допоміг йому просуватися. 1999 року він взяв участь у саундтреку до фільма Wild Wild West Вілла Сміта.
У 2000 році він випустив свій перший альбом Beware of Dog і завдяки Дюпрі почав досягати успіху в індустрії хіп-хопу. Того ж року його сингл «Bounce with Me» також став успішним. 5 березня 2001 року Асоціація звукозаписної індустрії Америки надала альбому Beware of Dog подвійний платиновий статус, за продаж двох мільйонів копій. В інтерв'ю 2009 року репер заявив, що з моменту виходу альбому було продано понад 3 мільйони копій.
Потім у 2002 році він випустив альбом Doggy Bag, який включав «Thank You» та «Take You Home». Тим часом він видалив Lil'  зі свого псевдоніму, залишивши лише Bow Wow. Першим альбомом, спродюсованим виключно Bow Wow, був Unleased, який він випустив повністю сам, без допомоги Дюпрі. Однак платівка не набула такої популярності, як попередні два альбоми.
У 2005 році він випустив свій четвертий альбом Wanted, над яким знову співпрацював з Джермейном Дюпрі. Альбом містив два хіти, які очолили чарти: «Let Me Hold You» (з Омаріоном) і «Like You» (з Сіарою). Після синглу «Like You» зав'язалися стосунки Бау Уау зі співачкою. Окрім свого успіху у фільмі «Як Майк», він також знявся в кількох інших фільмах, наприклад «Форсаж: Токійський дрифт». Бау Вау тоді сказав, що Джастін Лін був найкращим режисером, з яким він коли-небудь працював. Також молодий репер має власну мережу магазинів одягу Shago.
У 2006 році випустив свій п'ятий альбом The Price Of Fame. Того ж року він розірвав стосунки з Сіарою.
Bow Wow записав пісню та зняв кліп на неї разом із JoJo. Це ремікс на пісню «Baby It's You». Наприкінці жовтня 2007 року він взяв участь у гала-концерті Hip Hop Honors 2007, що транслювався на VH1. 11 грудня вийшов новий альбом Face Off, який Bow Wow записали спільно з Omarion. Синглами стали пісні «Designated Driver», «Hood Star» і «Girlfriend». Репер заявив, що цей альбом більш «зрілий», ніж попередній The Price Of Fame. 31 березня 2009 року вийшов шостий альбом New Jack City Part II. Альбом рекламувався за допомогою синглів «Marco Polo» (з Soulja Boy Tell 'Em), «You Can Get It All» (з Johntá Austin), «Big Girls» (з Yung Joc), «Roc The Mic» (з Jermaine Dupri), «Shes My» (з T-Pain), «Been Doin This» (з T.I.) і «Dirty Girl» (з T-Pain). 16 серпня Bow Wow оголосив про підписання контракту з Cash Money Records, приєднавшись до зіркового списку, до якого входять Нікі Мінаж, Дрейк, Ліл Уейн і Birdman.
13 березня 2012 року мав вийти наступний альбом Underrated, але з невідомих причин прем'єру перенесли на літо, а потім і на осінь 2012 року. Робота над альбомом тривала з 2010 року. Першим синглом був «Sweat» за участю Lil Wayne, а другим — «Better». Спочатку альбом мав назву Who Is Shad Moss?. 2011 року вийшов документальний фільм Хто такий Шед Мосс? про кар'єру репера, коли він був пов'язаний з Death Row Records. 
10 серпня 2013 року на своїй офіційній сторінці в YouTube Bow Wow заявив, що причиною затримки Underrated було виховання його доньки та очікування, поки він стане більш зрілим; він також заявив, що планує працювати над альбомом і випустити його після того, як йому виповниться 28 років. 24 червня 2014 року Bow Wow оголосив через Instagram, що після церемонії BET Awards 2014 року він називатиметься своїм справжнім іменем Шед Мосс, стверджуючи, що зробив багато історії як Bow Wow і що настав час для «наступного розділу та виклику». Він заявив, що «Бау Уау» більше не відповідає його новій особистості, оскільки тепер він став батьком, ведучим і актором, і він став дорослим від того, ким був на початку свого життя.
У травні 2015 року, коли його довго відкладений альбом Cash Money досі не вийшов, Bow Wow оголосив, що він мирно розлучився з Cash Money Records, щоб продовжити свою музичну кар’єру.
27 вересня 2015 року Bow Wow підписав контракт із звукозаписним лейблом Puff Daddy Bad Boy Records. Потім він назвав членів своєї нової керівної команди та завершив допис, написавши: «Заробити гроші не буде проблемою. З’ясувати, де все це зберігати, — це інша історія!».
7 серпня 2016 року Bow Wow офіційно оголосив, що він припиняє займатися репом і випустить ще один альбом під назвою NYLTH, вихід якого спочатку був запланований на 2017 рік.
Перед випуском свого останнього альбому Bow Wow і Soulja Boy випустили спільний роздрібний мікстейп під назвою Ignorant Shit 25 жовтня 2016 року.

## Кінокар'єра
Bow Wow виступав гостем у телесеріалі Бренді «Моша», а також у «Шоу Стіва Гарві» та «Братах Гарсіа». Його акторський дебют відбувся у фільмі «Як Майк», який вийшов 3 липня 2002 року, в якому він зіграв молодого сироту, який отримує шанс грати в НБА. Після успіху фільму «Як Майк» Bow Wow зіграв у кількох голлівудських фільмах, у тому числі «Ролл Боунс», «Потрійний форсаж: Токійський дрифт» і «Сезон ураганів».
Він також був гостем у серіалах «Смолвіль» і «Гидка Бетті». Він був частиною акторського складу п’ятого сезону серіалу HBO «Антураж», де зіграв Чарлі, перспективного коміка. 2010 року він зіграв головну роль у комедійному фільмі «Лотерейний квиток» з Айс К’юбом. Він працює над документальним фільмом про своє життя під назвою «Хто такий Шед Мосс?»; Bow Wow заявив, що документальний фільм сягає аж до тих часів, коли він був на Death Row Records, і він вийшов 2011 року.
Bow Wow зіграв головну роль у фільмі «Велика щаслива родина Мадеї», який вийшов на екрани у квітні 2011 року. У серпні 2014 року Боу Вау оголосив, що зніметься у додатковому фільмі CSI під назвою «CSI: Cyber». 2021 року він повторив свою роль Твінкі у фільмі Форсаж 9.

## Особисте життя
Сім'я підтримала його у виборі музики як професії. Бау Уау живе в Атланті, штат Джорджія, разом зі своєю матір'ю. У Бау Уау є дочка Шай Мосс (народилася 27 квітня 2011) від Джоі Чавіс. Боу Вау раніше був заручений з Ерікою Меною.

## Дискографія

### Студійні альбоми
- Beware of Dog (2000)
- Doggy Bag (2001)
- Unleased (2003)
- Wanted (2005)
- The Price of Fame (2006)
- New Jack City II (2009)

### Спільні альбоми
- Face Off з Omarion (2007)

## Фільмографія

### Кіно
| Рік  | Назва                              | Роль             | Примітки |
| ---- | ---------------------------------- | ---------------- | -------- |
| 2001 | Carmen: A Hip Hopera               | Джаліл           |          |
| 2002 | Усе заради Бенджамінів             | Келлі            |          |
| 2002 | Як Майк                            | Кельвін Кембрідж |          |
| 2004 | Johnson Family Vacation            | Ді Джей Джонсон  |          |
| 2005 | Roll Bounce                        | Ксав'є «X» Сміт  |          |
| 2006 | Потрійний форсаж: Токійський дрифт | Твінкі           |          |
| 2009 | Сезон ураганів                     | Гері Девіс       |          |
| 2010 | Лотерейний квиток                  | Кевін Карсон     |          |
| 2011 | Велика щаслива родина Мадеї        | Байрон           |          |
| 2011 | Сімейне дерево                     | T-Boy            |          |
| 2012 | Allegiance                         | Кріс Райс        |          |
| 2013 | Дуже страшне кіно 5                | Ерік             | [ 30 ]   |
| 2019 | In Broad Daylight                  | Малік Будро      | TV-фільм |
| 2021 | Форсаж 9                           | Твінкі           |          |
| 2022 | Hip Hop Family Christmas Wedding   | Мега             | TV-фільм |

### Телебачення
| Рік     | Назва                                      | Роль          | Примітки                                                                               |
| ------- | ------------------------------------------ | ------------- | -------------------------------------------------------------------------------------- |
| 2000    | Soul Train                                 | себе          | Епізод: «Rachelle Ferrell/Changing Faces/Lil Bow Wow Featuring Jermaine Dupri»         |
| 2001    | Showtime at the Apollo                     | себе          | Епізод: «Lil' Bow Wow/Freddie Ricks»                                                   |
| 2001    | E! True Hollywood Story                    | себе          | Епізод: «Joan Rivers»                                                                  |
| 2001    | Live & Kicking                             | себе          | Епізод: «Episode #8.25»                                                                |
| 2001    | The Steve Harvey Show                      | себе          | Епізод: «No Free Samples»                                                              |
| 2001    | Moesha                                     | Рей-Рей       | Епізод: «That's My Mama»                                                               |
| 2002    | Soul Train                                 | себе          | Епізод: «Bow Wow/Raphael Saadiq/Lady May Featuring Blu Cantrell»                       |
| 2003    | Exposed                                    | себе          | Епізод: «Bow Wow»                                                                      |
| 2003    | Punk'd                                     | себе          | Епізод: «Episode #2.2» & «#2.4»                                                        |
| 2004    | All That                                   | себе          | Епізод: «Bow Wow»                                                                      |
| 2005    | My Super Sweet 16                          | себе          | Епізод: «Sierra»                                                                       |
| 2006    | Таємниці Смолвіля                          | Берн          | Епізод: «Fallout»                                                                      |
| 2007    | Access Granted                             | себе          | Постійний гість                                                                        |
| 2008    | My Super Sweet 16                          | себе          | Епізод: «Bow Wow»                                                                      |
| 2008    | Не краса по-американськи                   | себе          | Епізод: «Zero Worship»                                                                 |
| 2008    | Антураж                                    | Чарлі         | Постійний акторський склад: сезон 5, гість: сезон 6                                    |
| 2009    | E.S.L.: Entertainment as a Second Language | себе          | Епізод: «Bow Wow/Carlos Camacho y Mas!»                                                |
| 2010    | Kourtney and Kim Take Miami                | себе          | Епізод: «Back in Miami»                                                                |
| 2011-12 | The Secret Life of the American Teenager   | Данте         | Епізод: «4-1-1» & «Smokin Like a Virgin»                                               |
| 2012-14 | 106 & Park                                 | себе/хост     | Головний хост: сезон 9-10                                                              |
| 2013    | Oprah: Where Are They Now?                 | себе          | Епізод: «Heidi Fleiss, Bow Wow All Grown Up & a Tribute to Roger Ebert»                |
| 2013    | Real Husbands of Hollywood                 | себе          | Епізод: «Outdated»                                                                     |
| 2015-16 | C.S.I.: Кіберпростір                       | Броді Нельсон | Основний акторський склад                                                              |
| 2017-21 | Growing Up Hip Hop: Atlanta                | себе          | Основний акторський склад                                                              |
| 2018    | The Hollywood Puppet Show                  | себе          | Епізод: «Marlon Wayans and Bow Wow»                                                    |
| 2019    | Ridiculousness                             | себе          | Епізод: «Bow Wow»                                                                      |
| 2020    | The Masked Singer                          | себе/Frog     |                                                                                        |
| 2020    | Growing Up Hip Hop                         | себе          | Епізод: «Sit Down, Throne Down»                                                        |
| 2022    | I Can See Your Voice                       | себе          | Епізод: «Episode 1: Jewel, Bow Wow, Cheyenne Jackson, Cheryl Hines, Adrienne Houghton» |
| 2022    | After Happily Ever After                   | себе/хост     | Головний хост                                                                          |
| 2022    | All Elite Wrestling                        | себе          | Епізод: «Thanksgiving Eve»                                                             |
| 2023    | Celebrity Game Face                        | себе          | Епізод: «Real Heavy Hitters of Hollywood»                                              |